# Lyczap

s
Lyczap – wieś w Armenii, w prowincji Gegharkunik. W 2011 roku liczyła 982 mieszkańców.